# Dub (Kotor)
Pour les articles homonymes, voir Dub (homonymie).
Dub (en serbe cyrillique : Дуб) est un village du sud-ouest du Monténégro, dans la municipalité de Kotor.

## Démographie

### Évolution historique de la population
| 1948 | 1953 | 1961 | 1971 | 1981 | 1991 | 2003 |
| ---- | ---- | ---- | ---- | ---- | ---- | ---- |
| 185  | 168  | 193  | 154  | 152  | 205  | 248  |